# Maquira
Maquira är ett släkte av mullbärsväxter. Maquira ingår i familjen mullbärsväxter.
Kladogram enligt Catalogue of Life:
| Maquira | \| \| Maquira calophylla \| \| \| \| \| \| Maquira coriacea \| \| \| \| \| \| Maquira guianensis \| \| \| \| \| \| Maquira sclerophylla \| \| \| \| |
|         | \| \| Maquira calophylla \| \| \| \| \| \| Maquira coriacea \| \| \| \| \| \| Maquira guianensis \| \| \| \| \| \| Maquira sclerophylla \| \| \| \| |
|         | Maquira calophylla |
|         | |
|         | Maquira coriacea |
|         | |
|         | Maquira guianensis |
|         | |
|         | Maquira sclerophylla |
|         | |